# Maria Alvarado Cardozo
Maria Alvarado Cardozo, również Maria od św. Józefa, właśc. hiszp. Laura Evangelista Alvarado Cardozo (ur. 25 kwietnia 1875 w Choroni w Wenezueli,  zm. 2 kwietnia 1967 w Maracay) – dziewica, współzałożycielka Zgromadzenia Sióstr Augustianek Najświętszego Serca Jezusa (A.R.V.), błogosławiona Kościoła rzymskokatolickiego.

## Życiorys
8 grudnia 1888 roku przystąpiła do Komunii Świętej. Rozpoczęła studia w rodzinnym mieście, później przeniosła się wraz z rodziną do Ottawy. Tam też założyła pierwszy szpital córek św. Augustyna.
Po narodowej rewolucji w 1898 roku, w wyniku której prezydentem Wenezueli został Cipriano Castro, i po trzęsieniu ziemi, które nawiedziło w tym czasie kraj – wiele budowli (w tym świątynie) legło w gruzach, a liczba osób bezdomnych wzrosła. Zrodziła się potrzeba stworzenia azylu dla ubogich i chorych oraz osieroconych dzieci. Do pieczy nad odbudową kościołów i szpitali został wyznaczony Ojciec Vicente Lopez Aveledo.
W tym samym czasie do kraju wróciła Laura i rozpoczęła pracę jako wolontariuszka w szpitalu. Wraz z Lopezem Aveledo, i innymi młodymi współzałożycielami, założyła instytut zakonny Sióstr Augustianek Najświętszego Serca Jezusa. Zakon otrzymał osobowość prawną 17 listopada 1934 roku a 21 maja 1950 został włączony do augustianów. Przez papieża został zatwierdzony 15 listopada 1952 roku. Matka Maria Alvarado Cardozo była jego przełożoną ponad 50 lat.
Zmarła w wieku 92 lat w opinii świętości.
Jej proces beatyfikacyjny rozpoczął się w 1978 roku. W 1994 roku jej ciało przeniesiono do szklanego sarkofagu.
Została beatyfikowana przez papieża Jana Pawła II w dniu 7 maja 1995 roku.